# Battaglia di Kuhmo
La battaglia di Kuhmo fu combattuta tra Finlandia e Unione Sovietica durante la guerra d'inverno, tra il 29 gennaio e il 13 marzo 1940, sulla strada per Suomussalmi che passava attraverso il villaggio di Kuhmo. Seguito delle precedenti vittorie finlandesi di Suomussalmi e della strada di Raate, la battaglia fu ingaggiata dai finlandesi stessi per respingere la 54ª Divisione da montagna sovietica e ripetere i successi del 1939-1940; in realtà, i combattimenti si protrassero violenti sino alla resa di Helsinki, senza alcun chiaro vincitore.

## Contesto strategico
La Germania e l'Unione Sovietica, il 23 agosto 1939, avevano stipulato il patto Molotov-Ribbentrop, che includeva una clausola segreta sulla "spartizione" dell'Europa centro-orientale in zone d'influenza: la Finlandia ricadde nell'orbita sovietica, così come la parte orientale della Polonia, invasa e annessa nel settembre-ottobre 1939. Tuttavia Mosca era sospettosa nei confronti della dirigenza nazista, che si credeva avrebbe prima o poi sferrato un attacco all'URSS, sebbene per allora la Germania avesse rischierato le proprie armate sul fronte occidentale; perciò Iosif Stalin diede inizio a una serie di trattative con la Finlandia, indipendente dall'Impero russo dal 1917. L'idea del dittatore era effettuare uno scambio di territori per bloccare l'accesso al golfo di Finlandia e impedire che il paese finnico potesse divenire una piattaforma d'attacco verso Leningrado.
Le trattative tra i due paesi, fino a quel momento vincolate da un trattato territoriale (1920) e da un patto di non aggressione (1932), iniziarono il 12 ottobre, due giorni dopo l'invio di presidi dell'Armata Rossa in Estonia, Lettonia e Lituania e con l'arrivo a Mosca del plenipotenziario finlandese Juho Kusti Paasikivi: egli si trovò di fronte a una serie di richieste che presentavano un "carattere ultimativo". L'Unione Sovietica proponeva la cessione di 5529 km² nei distretti settentrionali di Repola e Porajärvi contro l'acquisizione di 2761 km², ottenuti dall'arretramento dei confini della Finlandia nell'istmo di Carelia e dalla cessione di isole e distretti (Suursaari, Koivisto, parte occidentale della penisola di Rybačij), nonché dall'affitto trentennale del porto di Hanko e la sua militarizzazione; Stalin, infine, richiese il diritto di ancoraggio per le navi sovietiche nella baia di Lappohja e lo smantellamento della linea Mannerheim in Carelia.
Le trattative durarono esattamente un mese e il 3 novembre, dopo una discussione durata tre ore, la delegazione finlandese respinse definitivamente le condizioni sovietiche; il commissario del popolo per gli affari esteri Vjačeslav Michajlovič Molotov chiuse l'incontro, evocando la soluzione militare e la rottura definitiva dei rapporti diplomatici. I negoziati proseguirono ma il 13 novembre il ministro degli esteri Eljas Erkko ebbe a dichiarare che non ci sarebbe stata alcuna soluzione pacifica se i sovietici non avessero ceduto su qualche punto. Il giorno stesso le relazioni diplomatiche furono interrotte e la Finlandia iniziò la mobilitazione delle sue forze armate. Alle ore 15:45 del 26 novembre sette colpi di cannone, provenienti dal villaggio di Mainila, uccisero alcuni soldati sovietici; la reazione di Mosca fu immediata, con l'invio a Juho Kusti Paasikivi di una nota di protesta, la richiesta di arretramento delle truppe finlandesi sulla frontiera di 25 chilometri e la denuncia del patto di non aggressione del 1932. Helsinki replicò che le cannonate erano di origine sovietica e che la Finlandia era disponibile ad arretrare le sue truppe nella misura richiesta, a condizione che Mosca facesse altrettanto; la proposta finlandese fu respinta e il 29 novembre Mosca notificò la completa interruzione delle relazioni diplomatiche con la Finlandia. Il 30 l'Armata Rossa mosse in forze contro i confini finlandesi, dando avvio alla guerra d'inverno; l'Unione Sovietica, espulsa dalla Società delle Nazioni, s'aspettava una facile e rapida vittoria, ma al contrario cozzò contro l'inaspettata resistenza dell'esercito finlandese, il quale sfruttò a proprio vantaggio il rigido inverno e la conoscenza del territorio.

## Svolgimento della battaglia

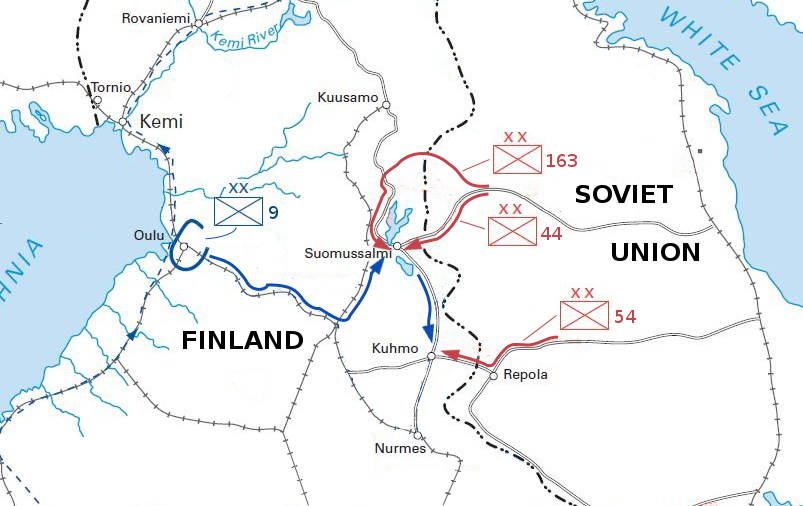
L'avanzata sovietica nella Finlandia settentrionale

Nella Finlandia settentrionale, alla 9ª Armata sovietica del generale Michail Pavlovič Duchanov (sostituito il 22 dicembre dal generale Vasilij Ivanovič Čujkov), si opponeva la 9ª Divisione fanteria finlandese, di recente formazione e affidata al comando del colonnello Hjalmar Siilasvuo. Il compito della 9ª Armata sovietica era quello di marciare verso il Golfo di Botnia, in modo da tagliare in due la Finlandia per impedire sia l'afflusso di rifornimenti via terra attraverso la frontiera con la Svezia, sia il paventato intervento delle truppe delle potenze occidentali. Per raggiungere l'obiettivo furono organizzate due azioni indipendenti: una a nord diretta verso Kemi e l'altra a sud verso Oulu. In questa seconda azione era compresa l'avanzata del 305º e del 529º Reggimento della 54ª Divisione da montagna (di base a Repola) verso l'interno della Finlandia, lungo la strada per il villaggio di Kuhmo.
Il 10 gennaio 1940, appena due giorni dopo aver sconfitto le truppe sovietiche nella battaglia della strada di Raate, Siilasvuo diresse le sue forze contro la 54ª Divisione da montagna che, bloccata a 15 chilometri a sud-est del villaggio di Kuhmo, si era preparata alla difesa trincerandosi lungo la strada. Il 27 gennaio la 9ª Divisione completò il proprio dispiegamento nell'area; il piano di Siilasvuo era lo stesso di quello che aveva permesso la vittoria a Raate: tagliare le vie di rifornimento alle spalle dei sovietici con le truppe su sci, frammentare la divisione in più sacche isolate – la cosiddetta tattica motti, alla lettera "catasta di legna", il che implicava l'idea di fare a pezzi, poco alla volta, le "cataste" di reparti avversari.. Il 29 gennaio i finlandesi iniziarono l'attacco: il 27º Reggimento riuscì a isolare le retroguardie sovietiche irrompendo attraverso le difese del 305º e del 529º Reggimento a Reuhkavaara e poi a Löytövaara.

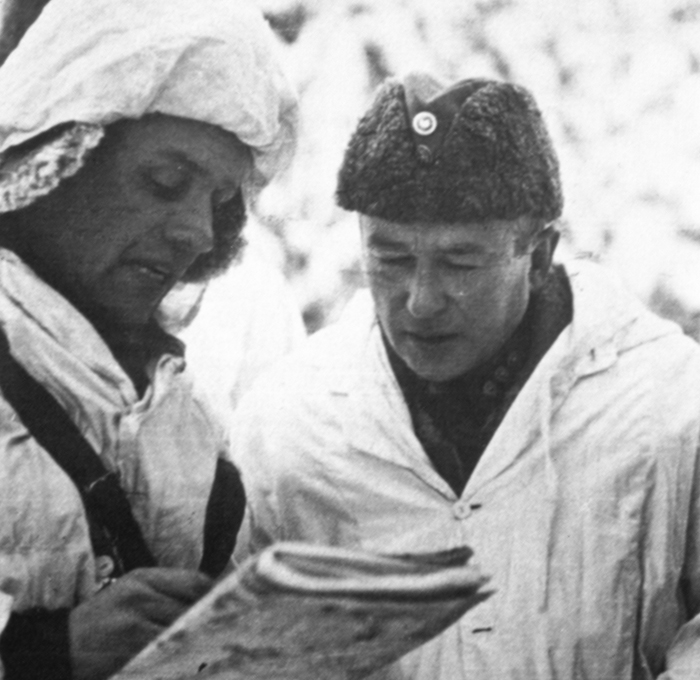
Il colonnello Siilasvuo riceve un rapporto

Il generale Čujkov decise di utilizzare tutte le risorse a sua disposizione per evitare il ripetersi la doppia disfatta di Suomussalmi e Raate; inviò in soccorso della 54ª Divisione tutte le riserve, compresi alcuni battaglioni di sciatori che erano stati creati in tutta fretta dopo le sconfitte subite in dicembre e gennaio, imitando i finlandesi. Il neo costituito "gruppo Kutuzo"v, al comando del maggiore Kutuzov e che comprendeva il 3º e il 17º Battaglione sciatori e l'11º Battaglione guastatori, lanciò una controffensiva a Löytövaara, il 30 gennaio, cercando di ricongiungersi con le truppe accerchiate: fu respinto dai finlandesi e lo stesso Kutuzov rimase ucciso nello scontro. Mentre i finlandesi, dopo essere riusciti a dividere la 54ª Divisione in tre "motti", si preparavano per l'offensiva decisiva, intervenne la brigata sciatori del colonnello Dolin, forte di 2000 uomini, arrivata di sorpresa sul campo di battaglia attraverso la foresta innevata. Colto alla sprovvista, il colonnello Siilasvuo fu costretto a rivedere i suoi piani e a ridispiegare le sue truppe per parare la minaccia: la brigata di Dolin era giunta a circa 7 chilometri dalle truppe sovietiche accerchiate quando, il 13 febbraio, fu attaccata da tre direzioni da quattro compagnie di fanteria finlandesi. Dopo tre giorni di combattimento, la brigata sovietica che, quantunque ben equipaggiata di armi leggere, vestiario e attrezzature da sci adatti al combattimento in inverno, era però priva di armi pesanti, fu battuta e costretta a rinunciare al tentativo di raggiungere le truppe sovietiche accerchiate.
Fra il 27 febbraio e il 2 marzo, e poi di nuovo l'11 marzo, i finlandesi condussero diversi attacchi contro la 54ª Divisione, scontrandosi però con l'accanita resistenza delle truppe sovietiche assistite dalla propria aviazione attraverso lanci di rifornimenti. Il generale Čujkov riuscì, inoltre, a far affluire la 163ª divisione di fanteria, ricostituita dopo la battaglia a Suomussalmi; l'unità marciò lungo la strada di Juntusranta e lanciò una pesante offensiva verso ovest: i sovietici erano prossimi a sfondare le linee finlandesi quando la guerra terminò.

## Bilancio e analisi
Le perdite finlandesi furono di 1340 morti, 3123 feriti e 132 dispersi, quelle sovietiche di 2838 morti, 3732 feriti e 573 dispersi. Nell'area dove si svolse il contrattacco della brigata del colonnello Dolin furono rinvenuti 720 corpi di soldati sovietici. La valutazione della battaglia è complessa: i finlandesi riuscirono a bloccare l'avanzata sovietica, ma la loro speranza di poter rapidamente ripetere il successo raccolto a Suomussalmi e alla strada di Raate appena pochi giorni prima, per poter poi trasferire la 9ª Divisione nel cruciale settore dell'istmo careliano, fu vanificata dalla strenua resistenza sovietica.